# Hans Heinrich Landolt
Hans Heinrich Landolt (n. 5 decembrie 1831 – d. 15 martie 1910) a fost un chimist elvețian care a descoperit reacția ceasului cu iod și a inițiat publicarea cunoscutei baze de date cu proprietăți ale substanțelor Landolt-Borstein.